# 营前街道
营前街道是中国福建省福州市长乐区下辖的一个街道。

## 历史沿革
营前原称瀛洲，后改称营前。原属闽侯县，民国23年（1934年）划归长乐县。1994年起属长乐市，2005年，营前镇改为营前街道，2017年起属长乐区。

## 行政区划
营前街道共辖3个居委会和9个行政村，分别是：
营前社区、岐头社区、海星社区、湖里村、长安村、长限村、马头村、洞头村、黄石村、东屿村、下洋村和后岐村。